# Закон на Хенри
Законът на Хенри гласи, че: концентрацията на газа при постоянна температура е пропорционална на налягането на газа над разтвора (С = k.P).
Коефициентът к зависи от природата на разтварящия се газ и на разтворителя, като стойността му намалява с повишаване на температурата – т.е. температурата е неблагоприятен фактор за разтворимостта на газовете.
Този закон важи за практически неразтворими или малко разтворими газове. Например за нисши алкани, алкени, алкини и др.